# Háfez el-Aszad
Háfez el-Aszad (Kardáha, 1930. október 6. – Damaszkusz, 2000. június 10.) szíriai alavita katonatiszt és politikus, 1971-től 2000-ben bekövetkezett haláláig Szíria 18. elnöke volt. Korábban Szíria miniszterelnöke volt 1970 és 1971 között, valamint az Arab Szocialista Baasz Párt szíriai regionális kirendeltségének regionális parancsnokságának regionális titkára és a Baasz Párt Országos Parancsnokságának főtitkára 1970 és 2000 között. Háfez el-Aszad kulcsfontosságú résztvevője volt az 1963-as szíriai államcsínynek, amely az Arab Szocialista Baasz Párt szíriai regionális szervezetét juttatta hatalomra az országban.